# Elezioni comunali nel Lazio del 2019
Le elezioni comunali nel Lazio del 2019 si sono tenute il 26 maggio (con ballottaggio il 9 giugno).

## Città metropolitana di Roma Capitale

### Ciampino
| Candidati                     | Candidati                  | II turno             | II turno          | I turno | I turno | Liste                    | Voti   | %     | Seggi |
| Candidati                     | Candidati                  | Voti                 | %                 | Voti    | %       | Liste                    | Voti   | %     | Seggi |
| ----------------------------- | -------------------------- | -------------------- | ----------------- | ------- | ------- | ------------------------ | ------ | ----- | ----- |
|                               | Daniela Ballico ✔️ Sindaco | 7 913                | 54,06             | 6 597   | 33,12   | Lega per Salvini Premier | 3 382  | 17,37 | 9     |
| La locomotiva                 | Daniela Ballico ✔️ Sindaco | 7 913                | 54,06             | 6 597   | 33,12   | 938                      | 4,82   | 2     |       |
| Ciampino merita di +          | Daniela Ballico ✔️ Sindaco | 7 913                | 54,06             | 6 597   | 33,12   | 741                      | 3,81   | 2     |       |
| Fratelli d'Italia             | Daniela Ballico ✔️ Sindaco | 7 913                | 54,06             | 6 597   | 33,12   | 678                      | 3,48   | 1     |       |
| Forza Italia                  | Daniela Ballico ✔️ Sindaco | 7 913                | 54,06             | 6 597   | 33,12   | 646                      | 3,32   | 1     |       |
|                               | Giorgio Balzoni            | 6 724                | 45,94             | 7 043   | 35,36   | Partito Democratico      | 3 715  | 19,08 | 3     |
| Insieme con Mauro Testa       | Giorgio Balzoni            | 6 724                | 45,94             | 7 043   | 35,36   | 1 367                    | 7,02   | 1     |       |
| Siamo Ciampino                | Giorgio Balzoni            | 6 724                | 45,94             | 7 043   | 35,36   | 820                      | 4,21   | –     |       |
| Uniti per Ciampino            | Giorgio Balzoni            | 6 724                | 45,94             | 7 043   | 35,36   | 716                      | 3,68   | –     |       |
| Sinistra Civica Ciampino      | Giorgio Balzoni            | 6 724                | 45,94             | 7 043   | 35,36   | 445                      | 2,29   | –     |       |
| Seggio di coalizione          | Seggio di coalizione       | Seggio di coalizione | 45,94             | 7 043   | 35,36   | 1                        |        |       |       |
|                               | Marco Bartolucci           | Marco Bartolucci     | Marco Bartolucci  | 3 270   | 16,42   | Movimento 5 Stelle       | 3 123  | 16,04 | 1     |
| Seggio di coalizione          | Seggio di coalizione       | Seggio di coalizione | Marco Bartolucci  | 3 270   | 16,42   | 1                        |        |       |       |
|                               | Gabriella Sisti            | Gabriella Sisti      | Gabriella Sisti   | 1 322   | 6,64    | Unione di Centro         | 540    | 2,77  | –     |
| Gabriella Sisti per Ciampino  | Gabriella Sisti            | Gabriella Sisti      | Gabriella Sisti   | 1 322   | 6,64    | 436                      | 2,24   | –     |       |
| Gabriella Sisti sindaco       | Gabriella Sisti            | Gabriella Sisti      | Gabriella Sisti   | 1 322   | 6,64    | 248                      | 1,27   | –     |       |
| Forza Centro                  | Gabriella Sisti            | Gabriella Sisti      | Gabriella Sisti   | 1 322   | 6,64    | 43                       | 0,22   | –     |       |
| Seggio di coalizione          | Seggio di coalizione       | Seggio di coalizione | Gabriella Sisti   | 1 322   | 6,64    | 1                        |        |       |       |
|                               | Dario Rose                 | Dario Rose           | Dario Rose        | 1 277   | 6,41    | Per Dario Rose sindaco   | 793    | 4,07  | –     |
| Partecipazione civica         | Dario Rose                 | Dario Rose           | Dario Rose        | 1 277   | 6,41    | 440                      | 2,26   | –     |       |
| Seggio di coalizione          | Seggio di coalizione       | Seggio di coalizione | Dario Rose        | 1 277   | 6,41    | 1                        |        |       |       |
|                               | Beatrice Parigi            | Beatrice Parigi      | Beatrice Parigi   | 243     | 1,22    | Ciampino da vivere       | 243    | 1,25  | –     |
|                               | Carmen Pizzirusso          | Carmen Pizzirusso    | Carmen Pizzirusso | 168     | 0,84    | CasaPound Italia         | 157    | 0,81  | –     |
| Totale                        | Totale                     | 14 637               | 100               | 19 920  | 100     |                          | 19 471 | 100   | 24    |
|                               |                            |                      |                   |         |         |                          |        |       |       |
| Schede bianche                | Schede bianche             | 43                   | 0,29              | 114     | 0,56    |                          |        |       |       |
| Schede nulle                  | Schede nulle               | 200                  | 1,34              | 413     | 2,02    |                          |        |       |       |
| Votanti                       | Votanti                    | 14 880               | 47,53             | 20 447  | 65,32   |                          |        |       |       |
| Elettori                      | Elettori                   | 31 305               |                   | 31 305  |         |                          |        |       |       |
|                               |                            |                      |                   |         |         |                          |        |       |       |
| Fonte: Ministero dell'interno |                            |                      |                   |         |         |                          |        |       |       |

1. ↑  Include Potere al Popolo! e Città in comune

### Civitavecchia
| Candidati                     | Candidati                  | II turno             | II turno             | I turno | I turno | Liste                    | Voti   | %     | Seggi |
| Candidati                     | Candidati                  | Voti                 | %                    | Voti    | %       | Liste                    | Voti   | %     | Seggi |
| ----------------------------- | -------------------------- | -------------------- | -------------------- | ------- | ------- | ------------------------ | ------ | ----- | ----- |
|                               | Ernesto Tedesco ✔️ Sindaco | 13 249               | 58,14                | 14 603  | 49,01   | Lega per Salvini Premier | 4 529  | 15,89 | 5     |
| Forza Italia                  | Ernesto Tedesco ✔️ Sindaco | 13 249               | 58,14                | 14 603  | 49,01   | 4 117                    | 14,45  | 5     |       |
| Tedesco sindaco               | Ernesto Tedesco ✔️ Sindaco | 13 249               | 58,14                | 14 603  | 49,01   | 2 376                    | 8,34   | 2     |       |
| Fratelli d'Italia             | Ernesto Tedesco ✔️ Sindaco | 13 249               | 58,14                | 14 603  | 49,01   | 1 789                    | 6,28   | 2     |       |
| Lista Grasso #LaSvolta        | Ernesto Tedesco ✔️ Sindaco | 13 249               | 58,14                | 14 603  | 49,01   | 1 414                    | 4,96   | 1     |       |
| Unione di Centro-Polo Civico  | Ernesto Tedesco ✔️ Sindaco | 13 249               | 58,14                | 14 603  | 49,01   | 476                      | 1,67   | –     |       |
|                               | Carlo Tarantino            | 9 540                | 41,86                | 6 557   | 22,01   | Partito Democratico      | 3 612  | 12,67 | 3     |
| Onda popolare                 | Carlo Tarantino            | 9 540                | 41,86                | 6 557   | 22,01   | 1 545                    | 5,42   | 1     |       |
| Tarantino sindaco             | Carlo Tarantino            | 9 540                | 41,86                | 6 557   | 22,01   | 1 000                    | 3,51   | –     |       |
| Democrazia Solidale           | Carlo Tarantino            | 9 540                | 41,86                | 6 557   | 22,01   | 186                      | 0,65   | –     |       |
| Articolo 14                   | Carlo Tarantino            | 9 540                | 41,86                | 6 557   | 22,01   | 142                      | 0,50   | –     |       |
| Seggio di coalizione          | Seggio di coalizione       | Seggio di coalizione | 41,86                | 6 557   | 22,01   | 1                        |        |       |       |
|                               | Daniela Lucernoni          | Daniela Lucernoni    | Daniela Lucernoni    | 5 743   | 19,28   | Movimento 5 Stelle       | 5 044  | 17,70 | 2     |
| Seggio di coalizione          | Seggio di coalizione       | Seggio di coalizione | Daniela Lucernoni    | 5 743   | 19,28   | 1                        |        |       |       |
|                               | Vittorio Petrelli          | Vittorio Petrelli    | Vittorio Petrelli    | 2 269   | 7,62    | Il Buon governo (A)      | 1 185  | 4,16  | –     |
| Liberi dagli usi civici (B)   | Vittorio Petrelli          | Vittorio Petrelli    | Vittorio Petrelli    | 2 269   | 7,62    | 565                      | 1,98   | –     |       |
| Seggio di coalizione          | Seggio di coalizione       | Seggio di coalizione | Vittorio Petrelli    | 2 269   | 7,62    | 1                        |        |       |       |
|                               | Germano Di Francesco       | Germano Di Francesco | Germano Di Francesco | 430     | 1,44    | La Sinistra              | 391    | 1,37  | –     |
|                               | Dario Mele                 | Dario Mele           | Dario Mele           | 191     | 0,64    | CasaPound Italia         | 127    | 0,45  | –     |
| Totale                        | Totale                     | 22 789               | 100                  | 29 793  | 100     |                          | 28 498 | 100   | 24    |
|                               |                            |                      |                      |         |         |                          |        |       |       |
| Schede bianche                | Schede bianche             | 83                   | 0,36                 | 112     | 0,37    |                          |        |       |       |
| Schede nulle                  | Schede nulle               | 395                  | 1,70                 | 509     | 1,67    |                          |        |       |       |
| Votanti                       | Votanti                    | 23 267               | 53,11                | 30 414  | 69,42   |                          |        |       |       |
| Elettori                      | Elettori                   | 43 812               |                      | 43 812  |         |                          |        |       |       |
|                               |                            |                      |                      |         |         |                          |        |       |       |
| Fonte: Ministero dell'interno |                            |                      |                      |         |         |                          |        |       |       |

1. ↑  Include Rifondazione Comunista e Partito Comunista Italiano

### Monterotondo
| Candidati                              | Candidati                  | II turno             | II turno         | I turno | I turno | Liste                    | Voti   | %     | Seggi |
| Candidati                              | Candidati                  | Voti                 | %                | Voti    | %       | Liste                    | Voti   | %     | Seggi |
| -------------------------------------- | -------------------------- | -------------------- | ---------------- | ------- | ------- | ------------------------ | ------ | ----- | ----- |
|                                        | Riccardo Varone ✔️ Sindaco | 8 641                | 51,80            | 9 377   | 44,52   | Partito Democratico      | 4 489  | 21,71 | 9     |
| Federazione dei Verdi-Italia in Comune | Riccardo Varone ✔️ Sindaco | 8 641                | 51,80            | 9 377   | 44,52   | 935                      | 4,52   | 1     |       |
| Democrazia Solidale                    | Riccardo Varone ✔️ Sindaco | 8 641                | 51,80            | 9 377   | 44,52   | 910                      | 4,40   | 1     |       |
| La rete                                | Riccardo Varone ✔️ Sindaco | 8 641                | 51,80            | 9 377   | 44,52   | 878                      | 4,25   | 1     |       |
| Voglio vivere così                     | Riccardo Varone ✔️ Sindaco | 8 641                | 51,80            | 9 377   | 44,52   | 624                      | 3,02   | 1     |       |
| Sinistra per Monterotondo              | Riccardo Varone ✔️ Sindaco | 8 641                | 51,80            | 9 377   | 44,52   | 500                      | 2,42   | 1     |       |
| I Progressisti                         | Riccardo Varone ✔️ Sindaco | 8 641                | 51,80            | 9 377   | 44,52   | 475                      | 2,30   | 1     |       |
| +Europa                                | Riccardo Varone ✔️ Sindaco | 8 641                | 51,80            | 9 377   | 44,52   | 387                      | 1,87   | –     |       |
|                                        | Simone Di Ventura          | 8 039                | 48,20            | 7 813   | 37,10   | Lega per Salvini Premier | 2 984  | 14,43 | 3     |
| Monterotondo Bene Comune               | Simone Di Ventura          | 8 039                | 48,20            | 7 813   | 37,10   | 1 388                    | 6,71   | 1     |       |
| Fratelli d'Italia                      | Simone Di Ventura          | 8 039                | 48,20            | 7 813   | 37,10   | 1 226                    | 5,93   | 1     |       |
| Forza Italia                           | Simone Di Ventura          | 8 039                | 48,20            | 7 813   | 37,10   | 924                      | 4,47   | –     |       |
| Alternativa civica                     | Simone Di Ventura          | 8 039                | 48,20            | 7 813   | 37,10   | 786                      | 3,80   | –     |       |
| Nuova Eretum                           | Simone Di Ventura          | 8 039                | 48,20            | 7 813   | 37,10   | 221                      | 1,07   | –     |       |
| Futuro comune                          | Simone Di Ventura          | 8 039                | 48,20            | 7 813   | 37,10   | 152                      | 0,74   | –     |       |
| Seggio di coalizione                   | Seggio di coalizione       | Seggio di coalizione | 48,20            | 7 813   | 37,10   | 1                        |        |       |       |
|                                        | Alberto Pagliuca           | Alberto Pagliuca     | Alberto Pagliuca | 3 443   | 16,35   | Movimento 5 Stelle       | 3 357  | 16,24 | 2     |
| Seggio di coalizione                   | Seggio di coalizione       | Seggio di coalizione | Alberto Pagliuca | 3 443   | 16,35   | 1                        |        |       |       |
|                                        | Mauro Iachetti             | Mauro Iachetti       | Mauro Iachetti   | 244     | 1,16    | Rifondazione Comunista   | 244    | 1,18  | –     |
|                                        | Stefano Cirone             | Stefano Cirone       | Stefano Cirone   | 184     | 0,87    | Potere al Popolo!        | 194    | 0,94  | –     |
| Totale                                 | Totale                     | 16 680               | 100              | 21 061  | 100     |                          | 20 674 | 100   | 24    |
|                                        |                            |                      |                  |         |         |                          |        |       |       |
| Schede bianche                         | Schede bianche             | 44                   | 0,26             | 120     | 0,56    |                          |        |       |       |
| Schede nulle                           | Schede nulle               | 212                  | 1,25             | 383     | 1,78    |                          |        |       |       |
| Votanti                                | Votanti                    | 16 936               | 53,93            | 21 564  | 68,67   |                          |        |       |       |
| Elettori                               | Elettori                   | 31 404               |                  | 31 404  |         |                          |        |       |       |
|                                        |                            |                      |                  |         |         |                          |        |       |       |
| Fonte: Ministero dell'interno          |                            |                      |                  |         |         |                          |        |       |       |

### Nettuno
| Candidati                     | Candidati                     | II turno             | II turno        | I turno | I turno | Liste                    | Voti   | %     | Seggi |
| Candidati                     | Candidati                     | Voti                 | %               | Voti    | %       | Liste                    | Voti   | %     | Seggi |
| ----------------------------- | ----------------------------- | -------------------- | --------------- | ------- | ------- | ------------------------ | ------ | ----- | ----- |
|                               | Alessandro Coppola ✔️ Sindaco | 9 735                | 60,45           | 9 903   | 41,07   | Lega per Salvini Premier | 4 946  | 21,19 | 8     |
| Forza Italia                  | Alessandro Coppola ✔️ Sindaco | 9 735                | 60,45           | 9 903   | 41,07   | 2 081                    | 8,92   | 3     |       |
| Fratelli d'Italia             | Alessandro Coppola ✔️ Sindaco | 9 735                | 60,45           | 9 903   | 41,07   | 1 674                    | 7,17   | 3     |       |
| Alessandro Coppola sindaco    | Alessandro Coppola ✔️ Sindaco | 9 735                | 60,45           | 9 903   | 41,07   | 814                      | 3,49   | 1     |       |
| Unione di Centro              | Alessandro Coppola ✔️ Sindaco | 9 735                | 60,45           | 9 903   | 41,07   | 197                      | 0,84   | –     |       |
|                               | Waldemaro Carmelo Marchiafava | 6 369                | 39,55           | 5 987   | 24,83   | Democratici              | 2 821  | 12,09 | 2     |
| Patto per Nettuno             | Waldemaro Carmelo Marchiafava | 6 369                | 39,55           | 5 987   | 24,83   | 1 977                    | 8,47   | 1     |       |
| Lista Marchiafava             | Waldemaro Carmelo Marchiafava | 6 369                | 39,55           | 5 987   | 24,83   | 956                      | 4,10   | –     |       |
| Seggio di coalizione          | Seggio di coalizione          | Seggio di coalizione | 39,55           | 5 987   | 24,83   | 1                        |        |       |       |
|                               | Daniele Mancini               | Daniele Mancini      | Daniele Mancini | 3 246   | 13,46   | Nettuno Progetto comune  | 1 734  | 7,43  | 1     |
| Lista Turano                  | Daniele Mancini               | Daniele Mancini      | Daniele Mancini | 3 246   | 13,46   | 1 098                    | 4,70   | –     |       |
| Italia in Comune              | Daniele Mancini               | Daniele Mancini      | Daniele Mancini | 3 246   | 13,46   | 378                      | 1,62   | –     |       |
| Seggio di coalizione          | Seggio di coalizione          | Seggio di coalizione | Daniele Mancini | 3 246   | 13,46   | 1                        |        |       |       |
|                               | Mauro Rizzo                   | Mauro Rizzo          | Mauro Rizzo     | 2 792   | 11,58   | Movimento 5 Stelle       | 2 677  | 11,47 | 1     |
| Seggio di coalizione          | Seggio di coalizione          | Seggio di coalizione | Mauro Rizzo     | 2 792   | 11,58   | 1                        |        |       |       |
|                               | Enrica Vaccari                | Enrica Vaccari       | Enrica Vaccari  | 1 784   | 7,40    | Enrica Vaccari sindaco   | 1 367  | 5,86  | –     |
| Nettuno rinasce               | Enrica Vaccari                | Enrica Vaccari       | Enrica Vaccari  | 1 784   | 7,40    | 255                      | 1,09   | –     |       |
| Seggio di coalizione          | Seggio di coalizione          | Seggio di coalizione | Enrica Vaccari  | 1 784   | 7,40    | 1                        |        |       |       |
|                               | Mario Eufemi                  | Mario Eufemi         | Mario Eufemi    | 400     | 1,66    | CasaPound                | 362    | 1,55  | –     |
| Totale                        | Totale                        | 16 104               | 100             | 24 112  | 100     |                          | 23 337 | 100   | 24    |
|                               |                               |                      |                 |         |         |                          |        |       |       |
| Schede bianche                | Schede bianche                | 57                   | 0,35            | 187     | 0,75    |                          |        |       |       |
| Schede nulle                  | Schede nulle                  | 212                  | 1,29            | 526     | 2,12    |                          |        |       |       |
| Votanti                       | Votanti                       | 16 373               | 41,58           | 24 825  | 63,05   |                          |        |       |       |
| Elettori                      | Elettori                      | 39 376               |                 | 39 376  |         |                          |        |       |       |
|                               |                               |                      |                 |         |         |                          |        |       |       |
| Fonte: Ministero dell'interno |                               |                      |                 |         |         |                          |        |       |       |

1. ↑  Include candidati del Partito Democratico

### Palestrina
| Candidati                            | Candidati                | II turno             | II turno             | I turno | I turno | Liste                     | Voti   | %     | Seggi |
| Candidati                            | Candidati                | Voti                 | %                    | Voti    | %       | Liste                     | Voti   | %     | Seggi |
| ------------------------------------ | ------------------------ | -------------------- | -------------------- | ------- | ------- | ------------------------- | ------ | ----- | ----- |
|                                      | Mario Moretti ✔️ Sindaco | 5 513                | 53,43                | 3 697   | 29,92   | Lega per Salvini Premier  | 2 134  | 17,94 | 6     |
| Moretti sindaco                      | Mario Moretti ✔️ Sindaco | 5 513                | 53,43                | 3 697   | 29,92   | 988                       | 8,31   | 2     |       |
| Forza Italia                         | Mario Moretti ✔️ Sindaco | 5 513                | 53,43                | 3 697   | 29,92   | 226                       | 1,90   | –     |       |
|                                      | Manuel Magliocchetti     | 4 806                | 46,57                | 5 072   | 41,04   | Palestrina Bene Comune    | 1 547  | 13,00 | 2     |
| Partito Democratico                  | Manuel Magliocchetti     | 4 806                | 46,57                | 5 072   | 41,04   | 1 140                     | 9,58   | 1     |       |
| Palestrina popolare                  | Manuel Magliocchetti     | 4 806                | 46,57                | 5 072   | 41,04   | 1 131                     | 9,51   | 1     |       |
| Eccoci Palestrina al centro          | Manuel Magliocchetti     | 4 806                | 46,57                | 5 072   | 41,04   | 693                       | 5,83   | –     |       |
| Palestrina nel cuore                 | Manuel Magliocchetti     | 4 806                | 46,57                | 5 072   | 41,04   | 540                       | 4,54   | –     |       |
| Partito Socialista Italiano          | Manuel Magliocchetti     | 4 806                | 46,57                | 5 072   | 41,04   | 95                        | 0,80   | –     |       |
| Seggio di coalizione                 | Seggio di coalizione     | Seggio di coalizione | 46,57                | 5 072   | 41,04   | 1                         |        |       |       |
|                                      | Lorella Federici         | Lorella Federici     | Lorella Federici     | 2 093   | 16,94   | Bella Palestrina (A)      | 753    | 6,33  | 2     |
| Palestrina democratica               | Lorella Federici         | Lorella Federici     | Lorella Federici     | 2 093   | 16,94   | 712                       | 5,99   | –     |       |
| Forza Palestrina - Fratelli d'Italia | Lorella Federici         | Lorella Federici     | Lorella Federici     | 2 093   | 16,94   | 363                       | 3,05   | –     |       |
| La voce delle frazioni               | Lorella Federici         | Lorella Federici     | Lorella Federici     | 2 093   | 16,94   | 311                       | 2,61   | –     |       |
| Seggio di coalizione                 | Seggio di coalizione     | Seggio di coalizione | Lorella Federici     | 2 093   | 16,94   | 1                         |        |       |       |
|                                      | Cristiana Polucci        | Cristiana Polucci    | Cristiana Polucci    | 1 238   | 10,02   | Cristiana Polucci sindaco | 792    | 6,66  | –     |
| +Europa - Italia in Comune           | Cristiana Polucci        | Cristiana Polucci    | Cristiana Polucci    | 1 238   | 10,02   | 219                       | 1,84   | –     |       |
|                                      | Federico Rosicarelli     | Federico Rosicarelli | Federico Rosicarelli | 258     | 2,09    | Adesso noi Palestrina     | 252    | 2,12  | –     |
| Totale                               | Totale                   | 10 319               | 100                  | 12 358  | 100     |                           | 11 896 | 100   | 16    |
|                                      |                          |                      |                      |         |         |                           |        |       |       |
| Schede bianche                       | Schede bianche           | 50                   | 0,47                 | 132     | 1,02    |                           |        |       |       |
| Schede nulle                         | Schede nulle             | 201                  | 1,90                 | 427     | 3,31    |                           |        |       |       |
| Votanti                              | Votanti                  | 10 570               | 61,13                | 12 917  | 74,70   |                           |        |       |       |
| Elettori                             | Elettori                 | 17 291               |                      | 17 291  |         |                           |        |       |       |
|                                      |                          |                      |                      |         |         |                           |        |       |       |
| Fonte: Ministero dell'interno        |                          |                      |                      |         |         |                           |        |       |       |

1. ↑  Include Federazione dei Verdi e Palestrina in Comune

### Tivoli
| Candidati                         | Candidati                    | II turno             | II turno            | I turno | I turno | Liste                        | Voti   | %     | Seggi |
| Candidati                         | Candidati                    | Voti                 | %                   | Voti    | %       | Liste                        | Voti   | %     | Seggi |
| --------------------------------- | ---------------------------- | -------------------- | ------------------- | ------- | ------- | ---------------------------- | ------ | ----- | ----- |
|                                   | Giuseppe Proietti ✔️ Sindaco | 12 669               | 65,32               | 13 178  | 45,27   | Insieme per Proietti sindaco | 2 156  | 7,62  | 3     |
| Tivoli mia                        | Giuseppe Proietti ✔️ Sindaco | 12 669               | 65,32               | 13 178  | 45,27   | 1 914                        | 6,76   | 3     |       |
| Tivoli perla d'Italia             | Giuseppe Proietti ✔️ Sindaco | 12 669               | 65,32               | 13 178  | 45,27   | 1 251                        | 4,42   | 2     |       |
| Cambiamo Tivoli                   | Giuseppe Proietti ✔️ Sindaco | 12 669               | 65,32               | 13 178  | 45,27   | 1 076                        | 3,80   | 1     |       |
| Cittadini in movimento            | Giuseppe Proietti ✔️ Sindaco | 12 669               | 65,32               | 13 178  | 45,27   | 1 047                        | 3,70   | 1     |       |
| Tivoli Progetto comune            | Giuseppe Proietti ✔️ Sindaco | 12 669               | 65,32               | 13 178  | 45,27   | 1 026                        | 3,63   | 1     |       |
| Partecipazione popolare           | Giuseppe Proietti ✔️ Sindaco | 12 669               | 65,32               | 13 178  | 45,27   | 923                          | 3,26   | 1     |       |
| Altra Italia con Proietti sindaco | Giuseppe Proietti ✔️ Sindaco | 12 669               | 65,32               | 13 178  | 45,27   | 848                          | 3,00   | 1     |       |
| Civica la democrazia              | Giuseppe Proietti ✔️ Sindaco | 12 669               | 65,32               | 13 178  | 45,27   | 811                          | 2,87   | 1     |       |
| Impegno comune per Tivoli         | Giuseppe Proietti ✔️ Sindaco | 12 669               | 65,32               | 13 178  | 45,27   | 770                          | 2,72   | 1     |       |
| W Tivoli perché Tivoli viva       | Giuseppe Proietti ✔️ Sindaco | 12 669               | 65,32               | 13 178  | 45,27   | 594                          | 2,10   | –     |       |
| #Tivoli Unica                     | Giuseppe Proietti ✔️ Sindaco | 12 669               | 65,32               | 13 178  | 45,27   | 276                          | 0,98   | –     |       |
|                                   | Vincenzo Tropiano            | 6 726                | 34,68               | 7 374   | 25,33   | Lega per Salvini Premier     | 3 930  | 13,89 | 2     |
| Amore per Tivoli                  | Vincenzo Tropiano            | 6 726                | 34,68               | 7 374   | 25,33   | 1 671                        | 5,90   | 1     |       |
| Tivoli sei tu                     | Vincenzo Tropiano            | 6 726                | 34,68               | 7 374   | 25,33   | 435                          | 1,54   | –     |       |
| Fiamma Tricolore                  | Vincenzo Tropiano            | 6 726                | 34,68               | 7 374   | 25,33   | 391                          | 1,38   | –     |       |
| Siamo Tivoli                      | Vincenzo Tropiano            | 6 726                | 34,68               | 7 374   | 25,33   | 349                          | 1,23   | –     |       |
| Prima Tivoli                      | Vincenzo Tropiano            | 6 726                | 34,68               | 7 374   | 25,33   | 301                          | 1,06   | –     |       |
| Seggio di coalizione              | Seggio di coalizione         | Seggio di coalizione | 34,68               | 7 374   | 25,33   | 1                            |        |       |       |
|                                   | Giovanni Mantovani           | Giovanni Mantovani   | Giovanni Mantovani  | 6 473   | 22,24   | Partito Democratico          | 2 884  | 10,19 | 2     |
| Una nuova storia                  | Giovanni Mantovani           | Giovanni Mantovani   | Giovanni Mantovani  | 6 473   | 22,24   | 1 218                        | 4,30   | 1     |       |
| Tivoli futura                     | Giovanni Mantovani           | Giovanni Mantovani   | Giovanni Mantovani  | 6 473   | 22,24   | 1 161                        | 4,10   | –     |       |
| La città in Comune - Demos        | Giovanni Mantovani           | Giovanni Mantovani   | Giovanni Mantovani  | 6 473   | 22,24   | 523                          | 1,85   | –     |       |
| A Sinistra                        | Giovanni Mantovani           | Giovanni Mantovani   | Giovanni Mantovani  | 6 473   | 22,24   | 428                          | 1,51   | –     |       |
| Italia in Comune                  | Giovanni Mantovani           | Giovanni Mantovani   | Giovanni Mantovani  | 6 473   | 22,24   | 339                          | 1,20   | –     |       |
| Seggio di coalizione              | Seggio di coalizione         | Seggio di coalizione | Giovanni Mantovani  | 6 473   | 22,24   | 1                            |        |       |       |
|                                   | Rosa Saltarelli              | Rosa Saltarelli      | Rosa Saltarelli     | 1 893   | 6,50    | Movimento 5 Stelle           | 1 820  | 6,43  | –     |
| Seggio di coalizione              | Seggio di coalizione         | Seggio di coalizione | Rosa Saltarelli     | 1 893   | 6,50    | 1                            |        |       |       |
|                                   | Elisabetta Canitano          | Elisabetta Canitano  | Elisabetta Canitano | 189     | 0,65    | Potere al Popolo!            | 161    | 0,57  | –     |
| Totale                            | Totale                       | 19 395               | 100                 | 29 107  | 100     |                              | 28 303 | 100   | 24    |
|                                   |                              |                      |                     |         |         |                              |        |       |       |
| Schede bianche                    | Schede bianche               | 82                   | 0,41                | 181     | 0,61    |                              |        |       |       |
| Schede nulle                      | Schede nulle                 | 285                  | 1,44                | 615     | 2,06    |                              |        |       |       |
| Votanti                           | Votanti                      | 19 762               | 44,87               | 29 903  | 67,90   |                              |        |       |       |
| Elettori                          | Elettori                     | 44 042               |                     | 44 042  |         |                              |        |       |       |
|                                   |                              |                      |                     |         |         |                              |        |       |       |
| Fonte: Ministero dell'interno     |                              |                      |                     |         |         |                              |        |       |       |

## Provincia di Frosinone

### Cassino
| Candidati                         | Candidati                  | II turno                   | II turno                   | I turno | I turno | Liste                    | Voti   | %     | Seggi |
| Candidati                         | Candidati                  | Voti                       | %                          | Voti    | %       | Liste                    | Voti   | %     | Seggi |
| --------------------------------- | -------------------------- | -------------------------- | -------------------------- | ------- | ------- | ------------------------ | ------ | ----- | ----- |
|                                   | Enzo Salera ✔️ Sindaco     | 9 933                      | 58,84                      | 6 067   | 28,41   | Partito Democratico      | 2 350  | 11,35 | 7     |
| Salera sindaco                    | Enzo Salera ✔️ Sindaco     | 9 933                      | 58,84                      | 6 067   | 28,41   | 2 161                    | 10,43  | 6     |       |
| Democrazia Solidale               | Enzo Salera ✔️ Sindaco     | 9 933                      | 58,84                      | 6 067   | 28,41   | 838                      | 4,05   | 2     |       |
|                                   | Mario Abbruzzese           | 6 947                      | 41,16                      | 6 115   | 28,64   | Lega per Salvini Premier | 2 323  | 11,22 | 2     |
| Forza Italia                      | Mario Abbruzzese           | 6 947                      | 41,16                      | 6 115   | 28,64   | 2 126                    | 10,27  | 1     |       |
| Carmine Di Mambro per Cassino     | Mario Abbruzzese           | 6 947                      | 41,16                      | 6 115   | 28,64   | 1 130                    | 5,46   | –     |       |
| Fratelli d'Italia                 | Mario Abbruzzese           | 6 947                      | 41,16                      | 6 115   | 28,64   | 717                      | 3,46   | –     |       |
| Unione di Centro                  | Mario Abbruzzese           | 6 947                      | 41,16                      | 6 115   | 28,64   | 173                      | 0,84   | –     |       |
| Seggio di coalizione              | Seggio di coalizione       | Seggio di coalizione       | 41,16                      | 6 115   | 28,64   | 1                        |        |       |       |
|                                   | Giuseppe Golini Petrarcone | Giuseppe Golini Petrarcone | Giuseppe Golini Petrarcone | 5 805   | 27,19   | Cassino nel Cuore        | 1 699  | 8,20  | 1     |
| Bene comune per Cassino           | Giuseppe Golini Petrarcone | Giuseppe Golini Petrarcone | Giuseppe Golini Petrarcone | 5 805   | 27,19   | 1 596                    | 7,71   | 1     |       |
| Orgoglio cassinese                | Giuseppe Golini Petrarcone | Giuseppe Golini Petrarcone | Giuseppe Golini Petrarcone | 5 805   | 27,19   | 1 025                    | 4,95   | 1     |       |
| Io Democratico                    | Giuseppe Golini Petrarcone | Giuseppe Golini Petrarcone | Giuseppe Golini Petrarcone | 5 805   | 27,19   | 878                      | 4,24   | –     |       |
| Dragonetti e Sambucci per Cassino | Giuseppe Golini Petrarcone | Giuseppe Golini Petrarcone | Giuseppe Golini Petrarcone | 5 805   | 27,19   | 598                      | 2,89   | –     |       |
| Polo civico                       | Giuseppe Golini Petrarcone | Giuseppe Golini Petrarcone | Giuseppe Golini Petrarcone | 5 805   | 27,19   | 461                      | 2,23   | –     |       |
| Seggio di coalizione              | Seggio di coalizione       | Seggio di coalizione       | Giuseppe Golini Petrarcone | 5 805   | 27,19   | 1                        |        |       |       |
|                                   | Renato De Sanctis          | Renato De Sanctis          | Renato De Sanctis          | 2 097   | 9,82    | De Sanctis sindaco       | 1 552  | 7,49  | –     |
| Seggio di coalizione              | Seggio di coalizione       | Seggio di coalizione       | Renato De Sanctis          | 2 097   | 9,82    | 1                        |        |       |       |
|                                   | Giuseppe Martini           | Giuseppe Martini           | Giuseppe Martini           | 1 269   | 5,94    | Movimento 5 Stelle       | 1 084  | 5,23  | –     |
| Totale                            | Totale                     | 16 880                     | 100                        | 21 353  | 100     |                          | 20 711 | 100   | 24    |
|                                   |                            |                            |                            |         |         |                          |        |       |       |
| Schede bianche                    | Schede bianche             | 147                        | 0,84                       | 214     | 0,96    |                          |        |       |       |
| Schede nulle                      | Schede nulle               | 425                        | 2,44                       | 618     | 2,79    |                          |        |       |       |
| Votanti                           | Votanti                    | 17 452                     | 54,75                      | 22 185  | 69,60   |                          |        |       |       |
| Elettori                          | Elettori                   | 31 875                     |                            | 31 875  |         |                          |        |       |       |
|                                   |                            |                            |                            |         |         |                          |        |       |       |
| Fonte: Ministero dell'interno     |                            |                            |                            |         |         |                          |        |       |       |

### Veroli
|                               | Simone Cretaro ✔️ Sindaco | 7 427                | 58,85 | Veroli Proxima           | 1 725  | 13,98 | 3  |  |  |
| Partito Democratico           | Simone Cretaro ✔️ Sindaco | 7 427                | 58,85 | 1 700                    | 13,78  | 2     |    |  |  |
| Cittadini di Veroli           | Simone Cretaro ✔️ Sindaco | 7 427                | 58,85 | 1 446                    | 11,72  | 2     |    |  |  |
| Idea comune                   | Simone Cretaro ✔️ Sindaco | 7 427                | 58,85 | 1 374                    | 11,14  | 2     |    |  |  |
| Impegno civico                | Simone Cretaro ✔️ Sindaco | 7 427                | 58,85 | 1 063                    | 8,61   | 1     |    |  |  |
| Civiltà dei Monti Ernici      | Simone Cretaro ✔️ Sindaco | 7 427                | 58,85 | 308                      | 2,50   | –     |    |  |  |
|                               | Marco Bussagli            | 4 250                | 33,67 | Lega per Salvini Premier | 1 952  | 15,82 | 3  |  |  |
| Veroli viva!                  | Marco Bussagli            | 4 250                | 33,67 | 607                      | 4,92   | 1     |    |  |  |
| Fratelli d'Italia             | Marco Bussagli            | 4 250                | 33,67 | 388                      | 3,14   | –     |    |  |  |
| Noi per Veroli                | Marco Bussagli            | 4 250                | 33,67 | 370                      | 3,00   | –     |    |  |  |
| Forza Italia                  | Marco Bussagli            | 4 250                | 33,67 | 336                      | 2,72   | –     |    |  |  |
| Prima Veroli                  | Marco Bussagli            | 4 250                | 33,67 | 273                      | 2,21   | –     |    |  |  |
| Seggio di coalizione          | Seggio di coalizione      | Seggio di coalizione | 33,67 | 1                        |        |       |    |  |  |
|                               | Fabrizio Cretaro          | 944                  | 7,48  | Movimento 5 Stelle       | 797    | 6,46  | –  |  |  |
| Seggio di coalizione          | Seggio di coalizione      | Seggio di coalizione | 7,48  | 1                        |        |       |    |  |  |
| Totale                        | Totale                    | 12 621               | 100   |                          | 12 339 | 100   | 16 |  |  |
|                               |                           |                      |       |                          |        |       |    |  |  |
| Schede bianche                | Schede bianche            | 126                  | 0,96  |                          |        |       |    |  |  |
| Schede nulle                  | Schede nulle              | 325                  | 2,49  |                          |        |       |    |  |  |
| Votanti                       | Votanti                   | 13 072               | 71,42 |                          |        |       |    |  |  |
| Elettori                      | Elettori                  | 18 303               |       |                          |        |       |    |  |  |
|                               |                           |                      |       |                          |        |       |    |  |  |
| Fonte: Ministero dell'interno |                           |                      |       |                          |        |       |    |  |  |

## Provincia di Viterbo

### Civita Castellana
| Candidati                     | Candidati                  | II turno             | II turno            | I turno | I turno | Liste                    | Voti  | %     | Seggi |
| Candidati                     | Candidati                  | Voti                 | %                   | Voti    | %       | Liste                    | Voti  | %     | Seggi |
| ----------------------------- | -------------------------- | -------------------- | ------------------- | ------- | ------- | ------------------------ | ----- | ----- | ----- |
|                               | Franco Caprioli ✔️ Sindaco | 4 417                | 70,79               | 3 840   | 45,38   | Lega per Salvini Premier | 2 684 | 32,55 | 8     |
| Fratelli d'Italia             | Franco Caprioli ✔️ Sindaco | 4 417                | 70,79               | 3 840   | 45,38   | 888                      | 10,77 | 2     |       |
| Noi con Civita Castellana     | Franco Caprioli ✔️ Sindaco | 4 417                | 70,79               | 3 840   | 45,38   | 134                      | 1,63  | –     |       |
|                               | Antonio Remo Zezza         | 1 823                | 29,21               | 1 742   | 20,59   | Partito Democratico      | 1 749 | 21,21 | 1     |
| Insieme X Civita              | Antonio Remo Zezza         | 1 823                | 29,21               | 1 742   | 20,59   | 283                      | 3,43  | –     |       |
| Seggio di coalizione          | Seggio di coalizione       | Seggio di coalizione | 29,21               | 1 742   | 20,59   | 1                        |       |       |       |
|                               | Maurizio Selli             | Maurizio Selli       | Maurizio Selli      | 1 399   | 16,53   | Movimento 5 Stelle       | 1 349 | 16,36 | 1     |
| Seggio di coalizione          | Seggio di coalizione       | Seggio di coalizione | Maurizio Selli      | 1 399   | 16,53   | 1                        |       |       |       |
|                               | Yuri Cavalieri             | Yuri Cavalieri       | Yuri Cavalieri      | 769     | 9,09    | Rifondazione Comunista   | 738   | 8,95  | –     |
| Seggio di coalizione          | Seggio di coalizione       | Seggio di coalizione | Yuri Cavalieri      | 769     | 9,09    | 1                        |       |       |       |
|                               | Domenico Parroccini        | Domenico Parroccini  | Domenico Parroccini | 712     | 8,41    | Forza Italia             | 604   | 7,33  | –     |
| Unione di Centro              | Domenico Parroccini        | Domenico Parroccini  | Domenico Parroccini | 712     | 8,41    | 86                       | 1,04  | –     |       |
| Seggio di coalizione          | Seggio di coalizione       | Seggio di coalizione | Domenico Parroccini | 712     | 8,41    | 1                        |       |       |       |
| Totale                        | Totale                     | 6 240                | 100                 | 8 462   | 100     |                          | 8 245 | 100   | 16    |
|                               |                            |                      |                     |         |         |                          |       |       |       |
| Schede bianche                | Schede bianche             | 48                   | 0,75                | 99      | 1,13    |                          |       |       |       |
| Schede nulle                  | Schede nulle               | 107                  | 1,67                | 164     | 1,88    |                          |       |       |       |
| Votanti                       | Votanti                    | 6 395                | 52,12               | 8 725   | 71,11   |                          |       |       |       |
| Elettori                      | Elettori                   | 12 269               |                     | 12 269  |         |                          |       |       |       |
|                               |                            |                      |                     |         |         |                          |       |       |       |
| Fonte: Ministero dell'interno |                            |                      |                     |         |         |                          |       |       |       |

### Tarquinia
| Candidati                        | Candidati                     | II turno             | II turno            | I turno | I turno | Liste                          | Voti  | %     | Seggi |
| Candidati                        | Candidati                     | Voti                 | %                   | Voti    | %       | Liste                          | Voti  | %     | Seggi |
| -------------------------------- | ----------------------------- | -------------------- | ------------------- | ------- | ------- | ------------------------------ | ----- | ----- | ----- |
|                                  | Alessandro Giulivi ✔️ Sindaco | 3 990                | 58,22               | 3 306   | 33,72   | Lega per Salvini Premier       | 1 669 | 17,57 | 5     |
| Noi con Tarquinia                | Alessandro Giulivi ✔️ Sindaco | 3 990                | 58,22               | 3 306   | 33,72   | 895                            | 9,42  | 3     |       |
| Tarquinia futura                 | Alessandro Giulivi ✔️ Sindaco | 3 990                | 58,22               | 3 306   | 33,72   | 710                            | 7,48  | 2     |       |
|                                  | Giovanni Moscherini           | 2 863                | 41,78               | 2 382   | 24,30   | Fratelli d'Italia              | 964   | 10,15 | 1     |
| Obiettivo Comune                 | Giovanni Moscherini           | 2 863                | 41,78               | 2 382   | 24,30   | 489                            | 5,15  | –     |       |
| Il cantiere della buona politica | Giovanni Moscherini           | 2 863                | 41,78               | 2 382   | 24,30   | 467                            | 4,92  | –     |       |
| Tarquinia capitale dell'Etruria  | Giovanni Moscherini           | 2 863                | 41,78               | 2 382   | 24,30   | 461                            | 4,85  | –     |       |
| Seggio di coalizione             | Seggio di coalizione          | Seggio di coalizione | 41,78               | 2 382   | 24,30   | 1                              |       |       |       |
|                                  | Sandro Celli                  | Sandro Celli         | Sandro Celli        | 1 566   | 15,97   | Democratici per Tarquinia      | 934   | 9,83  | 1     |
| Tutti per Tarquinia              | Sandro Celli                  | Sandro Celli         | Sandro Celli        | 1 566   | 15,97   | 463                            | 4,87  | –     |       |
| Impegno sociale                  | Sandro Celli                  | Sandro Celli         | Sandro Celli        | 1 566   | 15,97   | 218                            | 2,30  | –     |       |
| Seggio di coalizione             | Seggio di coalizione          | Seggio di coalizione | Sandro Celli        | 1 566   | 15,97   | 1                              |       |       |       |
|                                  | Andrea Andreani               | Andrea Andreani      | Andrea Andreani     | 1 301   | 13,27   | Movimento 5 Stelle             | 1 142 | 12,02 | –     |
| Seggio di coalizione             | Seggio di coalizione          | Seggio di coalizione | Andrea Andreani     | 1 301   | 13,27   | 1                              |       |       |       |
|                                  | Maurizio Conversini           | Maurizio Conversini  | Maurizio Conversini | 1 248   | 12,73   | Movimento civico per Tarquinia | 1 086 | 11,43 | –     |
| Seggio di coalizione             | Seggio di coalizione          | Seggio di coalizione | Maurizio Conversini | 1 248   | 12,73   | 1                              |       |       |       |
| Totale                           | Totale                        | 6 853                | 100                 | 9 803   | 100     |                                | 9 498 | 100   | 16    |
|                                  |                               |                      |                     |         |         |                                |       |       |       |
| Schede bianche                   | Schede bianche                | 89                   | 1,23                | 57      | 0,57    |                                |       |       |       |
| Schede nulle                     | Schede nulle                  | 301                  | 4,16                | 193     | 1,92    |                                |       |       |       |
| Votanti                          | Votanti                       | 7 243                | 52,14               | 10 053  | 72,37   |                                |       |       |       |
| Elettori                         | Elettori                      | 13 892               |                     | 13 892  |         |                                |       |       |       |
|                                  |                               |                      |                     |         |         |                                |       |       |       |
| Fonte: Ministero dell'interno    |                               |                      |                     |         |         |                                |       |       |       |

1. ↑  Include candidati di Forza Italia
2. ↑  Include candidati del Partito Democratico